# Beorhtric av Wessex
Beorhtric av Wessex, död 802, var en engelsk monark. Han var kung av Wessex 786-802. 